# BRAVIAケータイ
BRAVIAケータイ(ブラビア-)、およびBRAVIA Phone(ブラビア フォン)はソニーモバイルコミュニケーションズ（旧・ソニー・エリクソン・モバイルコミュニケーションズ(SEMC)）製ワンセグ対応携帯端末の愛称で、BRAVIAケータイはNTTドコモ・FOMA向け端末の通称で、BRAVIA Phoneはauブランドを展開するKDDIおよび沖縄セルラー電話向け端末の通称である。

## 概要
シャープが905SH等に、同社の液晶テレビ「AQUOS」ブランドを載せて「AQUOSケータイ」と銘打って販売しているのと同様、ソニーのデジタルハイビジョンテレビ「BRAVIA」のブランドを銘打ったものである。
なお、AQUOSケータイに比肩しうる奇抜な機構を搭載したW44Sについてはこの名は冠されていない。

## 機種
- NTTドコモ
  - SO903iTV
  - SO906i
- au
  - BRAVIA Phone　U1（SOY02）
  - BRAVIA Phone S004
  - BRAVIA Phone S005